# Soldaten singen
Soldaten singen war der Titel des Liederbuches der Nationalen Volksarmee mit Liedern für die Soldaten der Armee der DDR, der  Nationalen Volksarmee (NVA).

Wappen der Nationalen Volksarmee („Für den Schutz der Arbeiter-und-Bauern-Macht“)

## Einführung
Das Liederbuch enthält alte und neue Volks-, Soldaten- und Kampflieder, zu vielen Liedern die Partituren und Texte in deutscher Sprache. Es wurde für einige Zeit von Walter Riedel betreut (Zusammenstellung und Bearbeitung). Einige Beispiele der aufgenommenen Lieder sind die Nationalhymne der Deutschen Demokratischen Republik („Auferstanden aus Ruinen“), das Marschlied der Nationalen Volksarmee („Wer rückt aus Fabriken“), das Weltjugendlied („Jugend aller Nationen, uns vereint gleicher Sinn, gleicher Mut!“, Text: Lew Oschanin, Musik: Anatoli Nowikow, freie deutsche Nachdichtung: Walter Dehmel) und das Lied der Sowjetarmee („Du hast herrliche Siege erstritten“; Musik: Alexander Alexandrow, Text: O. Kolytschew, deutsch: Alexander Ott).
Verschiedene der Lieder für die Soldaten der NVA wurden beispielsweise von Kurt Greiner-Pol (1922–1978) in seiner langjährigen Tätigkeit beim Erich-Weinert-Ensemble (dem Künstlerensemble der NVA der DDR) geschaffen, worin der Gedanke der Verteidigungsbereitschaft künstlerisch gestaltet wird, beispielsweise in dem genannten Marschlied.

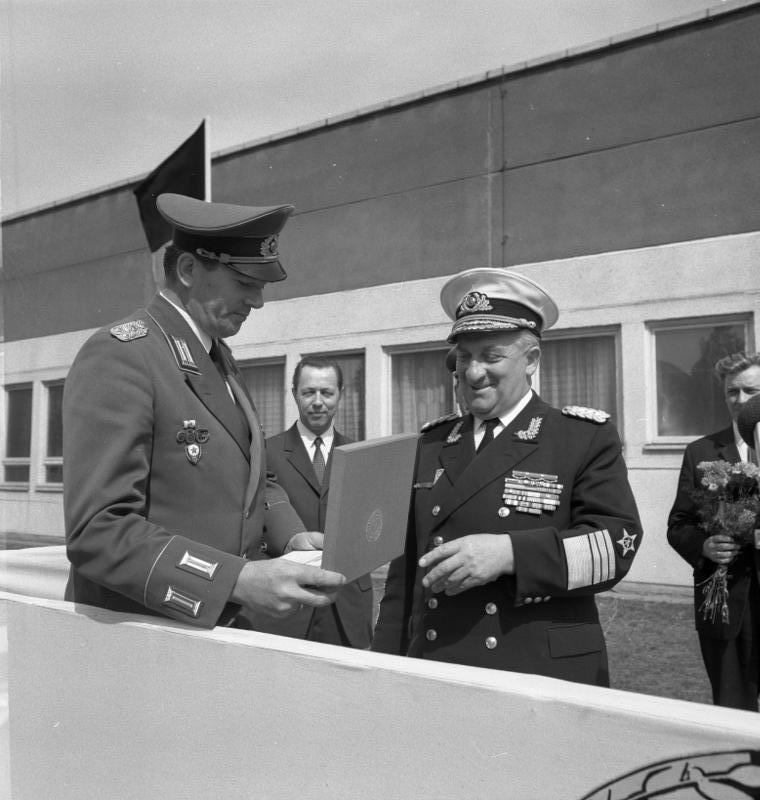
Berlin: 20 Jahre Zentrales Orchester der NVA (1971) – Admiral Waldemar Verner (r.), Musikdirektor Oberst Gerhard Baumann (l.) bei der Entgegennahme des Kampfordens „Für Verdienste um Volk und Vaterland“

Die enthaltenen Lieder waren nicht in allen Ausgaben dieselben.

## Enthaltene Lieder (nach Ausgaben)
Ausgabe 1957
Nationalhymne der DDR „Auferstanden aus Ruinen“, „Die Internationale“,  Weltjugendlied.
Für den Marsch: Lied auf Thälmann, Tapfer lacht die Junge Garde, Lied der Dreierbrigade, Matrosenlied, Ob Sonne oder Hagelschlag, Lied der Blauen Fahne, Dem Morgenrot entgegen, Du hast ja ein Ziel vor Augen, Wir sind die erste Reihe, Die Rote Garde,  Rote Matrosen, Matrosen von Kronstadt, Und richten sie die Gewehre, Lied der roten Hundertschaften, Einheitsfrontlied, Solidaritätslied, Die Thälmannkolonne, Lied der Internationalen Brigaden, Ballade der XI. Brigade, Lied der Tankisten, Das Lied der Sowjetarmee, Budjonny Reiterlied, Marsch der Volksgarde, Rote Flieger, Lied der Moskauer Komsomolzen, Warschawjanka, Die rote Fahne, Lied der Panzerfahrer, Im Frieden wollen wir leben, Hej-Rup, Brüder seht die rote Fahne, Bandiera Rossa, Das fünfte Regiment,  Marsch des Fünften Regiments, Die Arbeitermarseillaise, Französisches Partisanenlied, Jüdisches Partisanenlied
Für die Freizeit: Hans Beimler Kommissar, Die Moorsoldaten, Lied des fünften Regiments, Jarama, Die Katjuscha, Wenn abends Regen fällt, Karabinerlied, Ach Wanja Wanja, Soldatenurlaub, An alle! Vorwärts Marsch, Wiegenlied, Das Lied vom glücklichen, jungen Kapitän, Burschen aus Mystrina, Zimmermannstanz, Aufbauwalzer, Seemannslied, Tanz Mariechen, Ich ging emal spaziere, Von Herrn Pastor sin Kauh, Jan Hinnerk.
Ausgabe 1964
- Nationalhymne der Deutschen Demokratischen Republik („Auferstanden aus Ruinen“)
- Marschlied der Nationalen Volksarmee[19]
- Weltjugendlied[20]
- Arbeitersöhne – Soldaten
- Heimat, dich werden wir hüten
- Lied der jungen Soldaten
- Lied der Dreierbrigade
- Ob Sonne oder Hagelschlag
- Das erste Regiment
- Lied der Kanoniere
- Lied der Panzerdivision
- Marschlied der Artillerie
- Kampffliegerlied
- Lied des „Roten Geschwaders“
- Adler der Lüfte
- Gefährten von Wolken und Wind
- Volksmarine auf hoher See
- Matrosenlied
- Lied der VI. Flottille
- Denn zu jeder Stunde
- Wir sind wachsam
- An der Grenze weht der Wind
- Es lacht der Sonnenschein
- Jeder richtige Soldat
- Lied der Kampfgruppen
- Lied der Sowjetarmee
- Auf dem Marsch
- An der Oka
- Marsch des I. Korps 1943
- Richtung Prag
- Es pfeift die ganze Kompanie
- Die Internationale
- Brüder, zur Sonne, zur Freiheit
- Brüder, seht die rote Fahne[21]
- Matrosen von Kronstadt[22]
- Dem Morgenstern entgegen
- Auf, auf zum Kampf
- Büxensteinlied
- Leuna-Lied
- Der kleine Trompeter
- Solidaritätslied
- Die Thälmann-Kolonne
- Lied der Internationalen Brigaden
- Getreu der Partei
- Ich trage eine Fahne
- Du hast ja ein Ziel vor den Augen
- Partisanenlied
- Lützows wilde Jagd
- Das ist prima, dobrze, charascho
- Matrosen auf ein Wort
- Der Gefreite Meier
- Bootsmannsmaatenpfeife
- Michaela
- Ich hab' dich nicht vergessen
- Susi
- Glaubst du denn, ich kann nicht treu sein
- Du hast Augen wie zwei Sterne
- Abendlied eines Soldaten
- Die alten Weisen
- Im Schutz der jungen Kühnen
- Lied der blauen Fahne
- Heut ist ein wunderschöner Tag
- Die lustigen Tage
- Es zogen auf sonnigen Wegen
- Schwarzbraun ist die Haselnuß
- Horch, was kommt von draußen rein
- Das Lieben bringt groß' Freud
- Muß i denn zum Städtele hinaus
- Draußn auf der grünen Au
- Veermaster
- Rolling home
- Hab' mein Wage vollgelade

## Ausgaben
(1957 / 1964)
- Soldaten singen. Liederbuch der Nationalen Volksarmee (NVA). Verlag des Ministeriums für Nationale Verteidigung der DDR. 1. Auflage, 1957. 126 Seiten.
- Walter Riedel (Zsstellg. u. Bearb.): Soldaten singen. Liederbuch der Nationalen Volksarmee. Berlin, VEB Lied der Zeit, 1964. 144 S. (Inhaltsverzeichnis)